# 古代出雲
古代出雲（こだいいずも）は古代における出雲を指す。

## 概要
ヤマト王権が日本列島における支配的な地位を確立する以前には、筑紫や吉備など列島各地に潜在的にヤマト王権に対抗しうる諸勢力が存在した。出雲もそうした勢力のひとつであり、かつての出雲は盛強を誇ったと考えられている。
のちにヤマト王権の後継である朝廷の時代になっても、出雲大社の扱いや、記紀における出雲の記述、唯一完本で現存する『出雲国風土記』の存在などから、かつてのヤマト王権にとっての出雲の重要性が完全に忘れられたわけでないことがわかる。

## 他地域との関係
北陸や関東などに出雲神話の影響がみられる。古事記上巻の記述の3分の1は出雲に関するものであり、全国の多くの神社に出雲系の神が祀られている。